# Панокина, Ольга Николаевна
Ольга Николаевна Панокина (1953—2013) — мультипликатор-кукловод, режиссёр-мультипликатор.

## Биография
Родилась 7 февраля 1953 года.
В 1970—1972 училась на курсах художников-мультипликаторов при «Союзмультфильме».
С 1973 года связала свою творческую судьбу с киностудией «Союзмультфильм», где участвовала в создании многих мультипликационных фильмов, ставших сегодня классическими. Здесь раскрылся её талант мультипликатора, овладевшего всеми выразительными средствами психологической и эксцентрической мультипликации.
В 1992—2000 годах сотрудничала со студией «Кристмас Филмз».
В 2001 году вернулась на «Союзмультфильм» уже в период его полного постперестроечного развала. Самоотверженно пыталась продолжать работать в кукольной анимации.
В разное время работала над фильмами таких режиссёров, как Роман Качанов, Гарри Бардин, Владимир Данилевич, Михаил Каменецкий и других признанных мастеров отечественной мультипликации.
Снималась в четвёртой серии документального сериала «Фабрика чудес» — «Аниматор. Диалоги о профессии».
Умерла 5 февраля 2013 года после тяжёлой, продолжительной болезни, за два дня до своего 60-летия.

## Призы
- 1997 — Общероссийский фестиваль анимации в Тарусе — Приз за лучшую работу аниматора кукольного фильма («Авраам» 1995)[3]
- 1997 — Общероссийский фестиваль анимации в Тарусе — Приз за лучшую работу аниматора кукольного фильма («Иосиф» 1997)[4]
- 2000 — V Открытый Российский Фестиваль анимационного кино в Тарусе : Приз жюри группе аниматоров, работавших над фильмом — «Дерево с золотыми яблоками» и «Тростниковая шапочка».[5]

## Фильмография

### Режиссёр
1. «Пришелец Ванюша» (1990)

### Мультипликатор-кукловод
1. «Аврора» (1973)
2. «Немухинские музыканты» (1973)
3. «Карусельный лев» (1974)
4. «Похождения Чичикова. Манилов» (1974)
5. «Сказка дедушки Ай-По» (1976)
6. «Последние волшебники» (1979)
7. «Про Ерша Ершовича» (1979)
8. «Шарик-фонарик» (1980)
9. «Недобрая Ладо» (1981)
10. «Поросёнок в колючей шубке» (1981)
11. «Самый маленький гном (Выпуск 3)» (1981)
12. «Сказка о глупом мышонке» (1981)
13. «Дедушкин бинокль» (1982)
14. «Рыбья упряжка» (1982)
15. «Сказка об очень высоком человеке» (1983)
16. «Хвастливый мышонок» (1983)
17. «Ваня и крокодил» (1984)
18. «История одной куклы» (1984)
19. «Как щенок учился плавать» (1984)
20. «Чёрно-белое кино» (1984)
21. «Падающая тень» (1985)
22. «Рыжая кошка» (1985)
23. «Банкет» (1986)
24. «Как потерять вес» (1986)
25. «Освобождённый Дон Кихот» (1987)
26. «Пока я не вернусь…» (1987)
27. «Как прекрасно светит сегодня Луна» (1988)
28. «Карпуша» (1988)
29. «Кошка, которая гуляла сама по себе» (1988)
30. «Летели два верблюда» (1988)
31. «Античная лирика» (1989)
32. «Квартет для двух солистов» (1989)
33. «Цель» (1989)
34. «Пришелец Ванюша» (1990)
35. «Сказка» (1991)
36. «На чёрный день» (1991)
37. «Ванюша и космический пират» (1991)
38. «Буря» (1992)
39. «Севильский цирюльник» (1994)
40. «Авраам» (1996)
41. «Иосиф» (1996)
42. «Дерево с золотыми яблоками» (1999)
43. «Кентерберийские рассказы» (2000)
44. «О рыбаке и рыбке» (2003)
45. «Гофманиада» (2006)